# Eleições estaduais no Acre em 1998
As eleições estaduais no Acre em 1998 ocorreram em 4 de outubro, como parte das eleições em 26 estados e no Distrito Federal e nelas foram eleitos o governador Jorge Viana, o vice-governador Edison Cadaxo e o senador Tião Viana, além de oito deputados federais e vinte e quatro estaduais.
Graças ao percentual superior à metade mais um dos votos válidos a eleição terminou em primeiro turno com o triunfo do engenheiro florestal Jorge Viana,  formado em 1985 pela Universidade de Brasília e na mesma ocasião a cadeira de senador ficou nas mãos de seu irmão, o médico Tião Viana, formado em 1986 na Universidade Federal do Pará. Tamanha concentração de poder numa mesma família é algo inédito na história política acriana e reflete uma situação desenhada desde 1990 quando Jorge Viana disputou o segundo turno da eleição para governador contra Edmundo Pinto (PDS) e mesmo derrotado tornou-se o primeiro membro do PT a ser finalista numa eleição estadual. Em 1992 foi eleito prefeito de Rio Branco e em 1994 seu irmão, Tião Viana, foi candidato a governador.
Evidenciado num partido de esquerda, o "vianismo" tem origens mais antigas pois o pai de ambos, Wildy Viana, veio da UDN e foi vereador em Rio Branco antes de ingressar na ARENA por conta do bipartidarismo imposto pelo Regime Militar de 1964 e nesse partido foi prefeito interino da capital acriana e se elegeu deputado estadual em 1966, 1970 e 1974 e deputado federal em 1978, ano em que o presidente Ernesto Geisel escolheu Joaquim Macedo, cunhado de Wildy Viana (reeleito deputado federal pelo PDS em 1982) e tio por afinidade de Jorge Viana e Tião Viana, governador do Acre. A vitória petista nas eleições pôs fim à polarização herdada dos extintos ARENA e MDB e mantida pelos partidos que os sucederam. Foi a primeira das cinco vitórias consecutivas do PT na disputa pelo Palácio Rio Branco, quatro delas com os irmãos Viana.
Embora não tenha quebrado o recorde de 61,38% dos votos estabelecido por Flaviano Melo em 1986, Jorge Viana foi o primeiro governador do Acre a romper a marca dos 100 mil votos.

## Resultado da eleição para governador
Segundo o Tribunal Superior Eleitoral houve no Acre 25.886 votos em branco (10,80%) e 18.067 votos nulos (7,54%), calculados sobre 239.598 eleitores, com os 195.645 votos nominais assim distribuídos:
| Candidatos a governador do estado | Candidatos a vice-governador     | Número | Coligação                                                                      | Votação | Percentual |
| --------------------------------- | -------------------------------- | ------ | ------------------------------------------------------------------------------ | ------- | ---------- |
| Jorge Viana PT                    | Edison Cadaxo PSDB               | 13     | Frente Popular do Acre (PT, PSDB, PCdoB, PPS, PV, PSL, PTN, PTdoB)             | 112.889 | 57,70%     |
| Alércio Dias PFL                  | Isnard Leite PPB                 | 25     | Liberal Progressista do Acre (PFL, PPB, PTB, PDT, PSB, PMN, PRP, PSC, PRN, PL) | 51.453  | 26,30%     |
| Chicão Brígido PMDB               | Adalberto Ferreira da Silva PMDB | 15     | PMDB (sem coligação)                                                           | 28.767  | 14,70%     |
| Duarte José do Couto Neto PRONA   | Marcos Simões PRONA              | 56     | PRONA (sem coligação)                                                          | 2.536   | 1,30%      |
| Fontes:                           |                                  |        |                                                                                |         |            |

## Resultado da eleição para senador
Estava em jogo a cadeira de Flaviano Melo que não foi reeleito por conta da vitória de Tião Viana. O Tribunal Superior Eleitoral informa que houve 22.676 votos em branco (4,73%) e 21.273 votos nulos (4,44%) calculados sobre 239.598 eleitores com os 195.649 votos nominais assim distribuídos:
| Candidatos a senador da República | Candidatos a suplente de senador | Número | Coligação                                                                      | Votação | Percentual |
| --------------------------------- | -------------------------------- | ------ | ------------------------------------------------------------------------------ | ------- | ---------- |
| Tião Viana PT                     | Aníbal Diniz PT                  | 13     | Frente Popular do Acre (PT, PSDB, PCdoB, PPS, PV, PSL, PTN, PTdoB)             | 103.559 | 52,93%     |
| Flaviano Melo PMDB                | Telmo Camilo Vieira PMDB         | 15     | PMDB (sem coligação)                                                           | 56.857  | 29,06%     |
| Célia Mendes PPB                  | Osmar Bandeira PFL               | 11     | Liberal Progressista do Acre (PFL, PPB, PTB, PDT, PSB, PMN, PRP, PSC, PRN, PL) | 35.233  | 18,01%     |
| Fontes:                           |                                  |        |                                                                                |         |            |

## Deputados federais eleitos
São relacionados os candidatos eleitos com informações complementares da Câmara dos Deputados.

Representação eleita
  PFL: 3
  PT: 2
  PPB: 1
  PMDB: 1
  PDT: 1

| Número  | Deputados federais eleitos | Partido | Votação | Percentual | Cidade onde nasceu | Unidade federativa |
| 1313    | Marcos Afonso              | PT      | 21.556  | 11,01%     | Rio Branco         | Acre               |
| 2580    | Hildebrando Pascoal        | PFL     | 18.356  | 9,38%      | Rio Branco         | Acre               |
| 2510    | Ildefonço Cordeiro         | PFL     | 10.673  | 5,45%      | Cruzeiro do Sul    | Acre               |
| 2500    | Zila Bezerra               | PFL     | 10.011  | 5,11%      | Rio de Janeiro     | Rio de Janeiro     |
| 1234    | Sérgio Barros              | PDT     | 7.969   | 4,07%      | Leme               | São Paulo          |
| 1505    | Márcio Bittar              | PMDB    | 7.810   | 3,99%      | Franca             | São Paulo          |
| 1311    | Nilson Mourão              | PT      | 7.631   | 3,90%      | Tarauacá           | Acre               |
| 1111    | João Tota                  | PPB     | 5.477   | 2,79%      | Teixeira           | Paraíba            |
| Fontes: |                            |         |         |            |                    |                    |

## Deputados estaduais eleitos
Estavam em jogo 24 cadeiras na Assembleia Legislativa do Acre.

Representação eleita
  PPB: 5
  PMN: 4
  PMDB: 4
  PT: 3
  PFL: 3
  PSDB: 2
  PL: 2
  PCdoB: 1

| Número  | Deputados estaduais eleitos | Partido | Votação | Percentual | Cidade onde nasceu | Unidade federativa |
| 33112   | Cosmoty Pascoal             | PMN     | 7.369   | 3,35%      | Rio Branco         | Acre               |
| 11133   | César Messias               | PPB     | 6.468   | 2,94%      | Cruzeiro do Sul    | Acre               |
| 15122   | Vagner Sales                | PMDB    | 5.176   | 2,35%      | Cruzeiro do Sul    | Acre               |
| 11111   | Raimundo Sales              | PPB     | 3.855   | 1,75%      | Sena Madureira     | Acre               |
| 15120   | Chagas Romão                | PMDB    | 3.647   | 1.65%      | Xapuri             | Acre               |
| 11122   | Roberto Filho               | PPB     | 3.297   | 1,50%      | Rio Branco         | Acre               |
| 11119   | Chico Sombra                | PPB     | 3.201   | 1,45%      | Tarauacá           | Acre               |
| 11110   | Benedito Damasceno          | PPB     | 3.013   | 1,37%      | Tarauacá           | Acre               |
| 13630   | Naluh Gouveia               | PT      | 3.000   | 1,36%      | Feijó              | Acre               |
| 33111   | Sérgio Petecão              | PMN     | 2.945   | 1,34%      | Rio Branco         | Acre               |
| 25220   | Franesi Ribeiro             | PFL     | 2.908   | 1,32%      | Cruzeiro do Sul    | Acre               |
| 65111   | Edvaldo Magalhães           | PCdoB   | 2.806   | 1,27%      | Cruzeiro do Sul    | Acre               |
| 13121   | Ronald Polanco              | PT      | 2.799   | 1,27%      | Brasileia          | Acre               |
| 15130   | Tarcísio Pinheiro           | PMDB    | 2.717   | 1,23%      | Rio Branco         | Acre               |
| 25210   | José Vieira                 | PFL     | 2.620   | 1,19%      | Sena Madureira     | Acre               |
| 25111   | Helder Paiva                | PFL     | 2.506   | 1,14%      | Tarauacá           | Acre               |
| 15123   | Nazaré de Oliveira          | PMDB    | 2.381   | 1,08%      | Epitaciolândia     | Acre               |
| 45121   | Luiz Gonzaga                | PSDB    | 2.346   | 1,06%      | Cruzeiro do Sul    | Acre               |
| 45555   | Waldomiro Soster            | PSDB    | 2.325   | 1,05%      | Alto Piquiri       | Santa Catarina     |
| 13123   | Romildes Macarrão           | PT      | 2.260   | 1,02%      | Cruzeiro do Sul    | Acre               |
| 33144   | Luiz Calixto                | PMN     | 2.245   | 1,02%      | Tarauacá           | Acre               |
| 33113   | Raimundo Silva              | PMN     | 2.045   | 0,93%      | Rio Branco         | Acre               |
| 22111   | Aureliano Pascoal           | PL      | 1.389   | 0,63%      | Rio Branco         | Acre               |
| 22555   | Tenente Lima                | PL      | 1.105   | 0,50%      | Rio Branco         | Acre               |
| Fontes: |                             |         |         |            |                    |                    |

## Tabelas eleitorais por município

### Para governador no primeiro turno
| Município            | Jorge Viana | %      | Alércio Dias | %      | Chicão Brígido | %      | Duda do Couto | %     |
| -------------------- | ----------- | ------ | ------------ | ------ | -------------- | ------ | ------------- | ----- |
| Acrelândia           | 1.855       | 63,99% | 817          | 28,18% | 185            | 6,38%  | 42            | 1,45% |
| Assis Brasil         | 856         | 48,39% | 583          | 32,96% | 285            | 16,11% | 45            | 2,54% |
| Brasiléia            | 3.858       | 63,78% | 684          | 11,31% | 1.403          | 23,19% | 104           | 1,72% |
| Bujari               | 1.154       | 56,07% | 499          | 24,25% | 361            | 17,54% | 44            | 2,14% |
| Capixaba             | 761         | 66,93% | 199          | 17,50% | 143            | 12,58% | 34            | 2,99% |
| Cruzeiro do Sul      | 4.878       | 22,79% | 11.717       | 54,75% | 4.747          | 22,18% | 59            | 0,28% |
| Epitaciolândia       | 2.116       | 64,95% | 697          | 21,39% | 381            | 11,69% | 64            | 1,96% |
| Feijó                | 3.155       | 60,19% | 1.521        | 29,02% | 374            | 7,13%  | 192           | 3,66% |
| Jordão               | 326         | 48,15% | 178          | 26,29% | 135            | 19,94% | 38            | 5,61% |
| Mâncio Lima          | 565         | 16,33% | 2.497        | 72,19% | 344            | 9,95%  | 53            | 1,53% |
| Manoel Urbano        | 585         | 35,01% | 991          | 59,31% | 67             | 4,01%  | 28            | 1,68% |
| Marechal Thaumaturgo | 354         | 21,47% | 515          | 31,23% | 708            | 42,94% | 72            | 4,37% |
| Plácido de Castro    | 3.280       | 66,60% | 1.222        | 24,81% | 338            | 6,86%  | 85            | 1,73% |
| Porto Acre           | 2.011       | 66,13% | 436          | 14,34% | 527            | 17,33% | 67            | 2,20% |
| Porto Walter         | 182         | 14,87% | 455          | 37,17% | 529            | 43,22% | 58            | 4,74% |
| Rio Branco           | 73.467      | 68,43% | 17.418       | 16,22% | 15.692         | 14,62% | 783           | 0,73% |
| Rodrigues Alves      | 509         | 24,35% | 1.287        | 61,58% | 228            | 10,91% | 66            | 3,16% |
| Santa Rosa do Purus  | 112         | 68,71% | 42           | 25,77% | 5              | 3,07%  | 4             | 2,45% |
| Sena Madureira       | 4.230       | 51,23% | 3.083        | 37,34% | 695            | 8,42%  | 249           | 3,02% |
| Senador Guiomard     | 3.569       | 60,25% | 1.771        | 29,90% | 455            | 7,68%  | 129           | 2,18% |
| Tarauacá             | 2.894       | 43,33% | 2.853        | 42,72% | 700            | 10,48% | 232           | 3,47% |
| Xapuri               | 2.172       | 46,09% | 1.988        | 42,18% | 465            | 9,87%  | 88            | 1,87% |
| Total                | 112.889     | 57,70% | 51.453       | 26,30% | 28.767         | 14,70% | 2.536         | 1,30% |